# パラケルスス

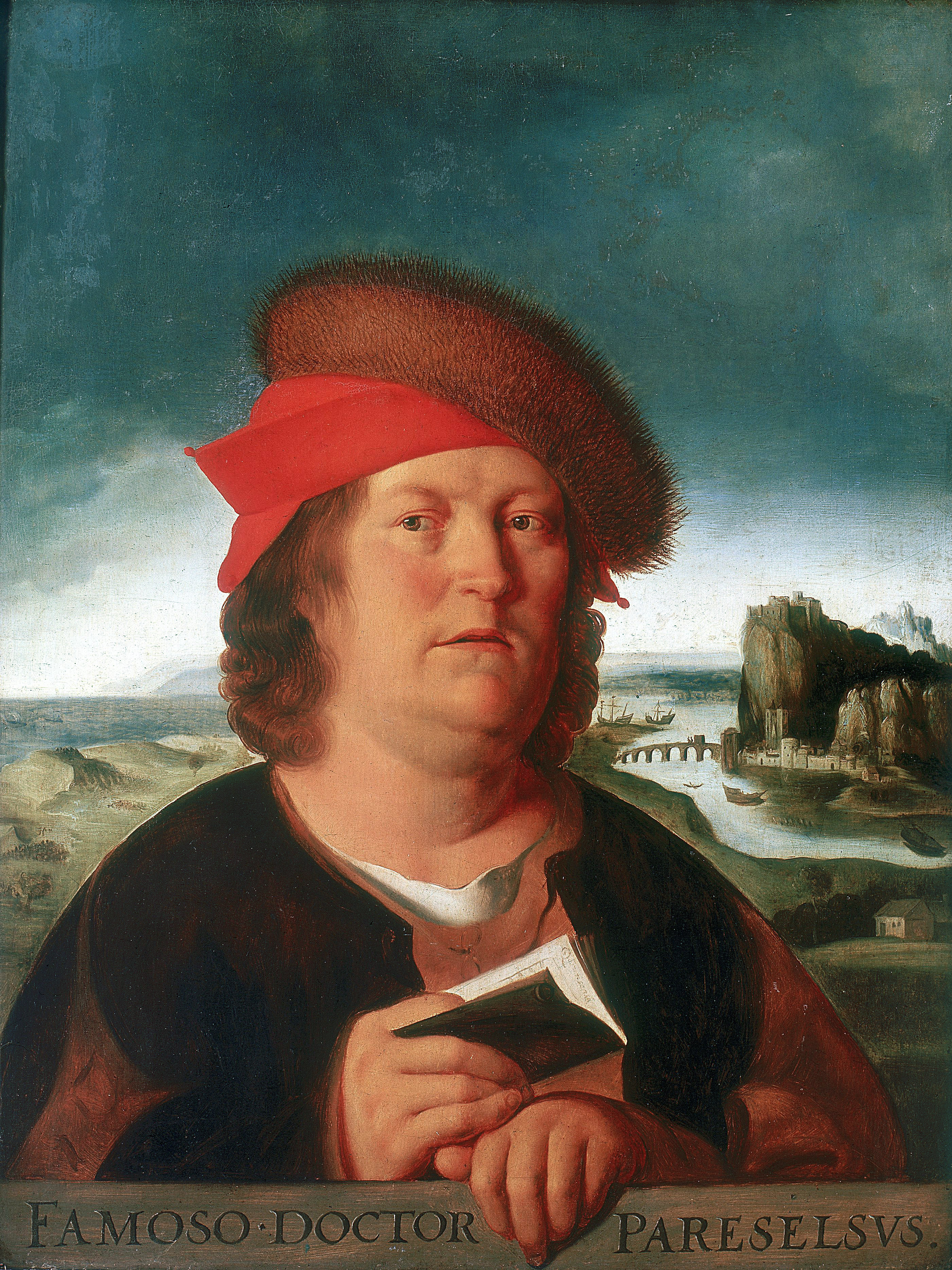
クエンティン・マサイスによって描かれたパラケルスス

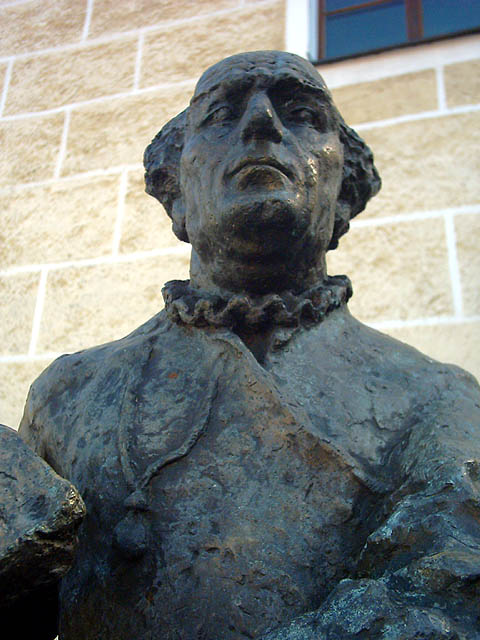
パラケルススのモニュメント（ドイツ・バイエルン州のベラッツハウゼン）

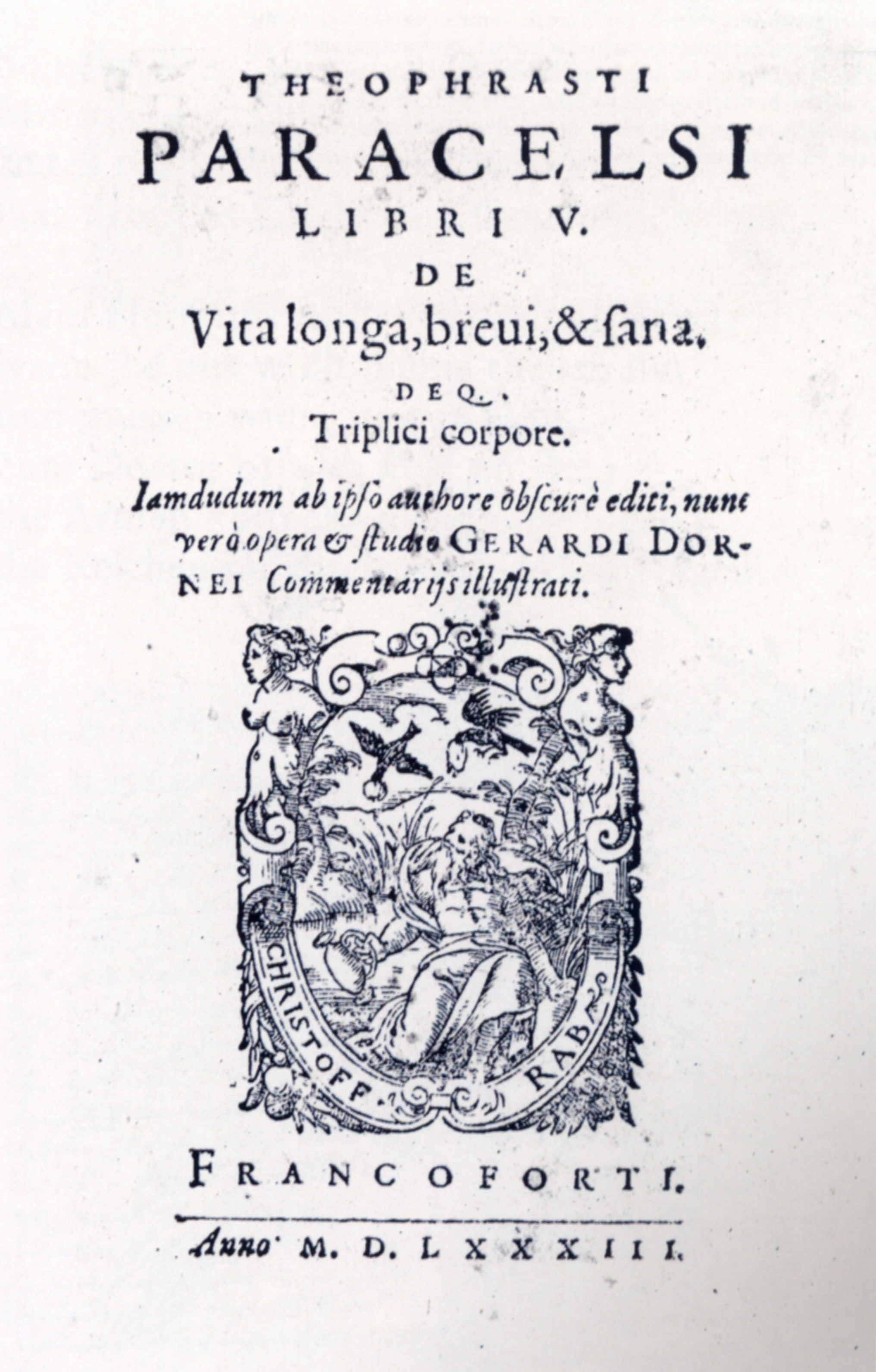
パラケルススの『長寿の書（De vita longa））』フランクフルト・アム・マイン、1583年

パラケルスス（スイスドイツ語：Paracelsus）こと本名:テオフラストゥス・（フォン）・ホーエンハイム（Theophrastus （von） Hohenheim, 1493年11月10日または12月17日 - 1541年9月24日）は、スイスアインジーデルン出身の医師、化学者、錬金術師、神秘思想家。悪魔使いであったという伝承もあるが、根拠はない。後世ではフィリップス・アウレオールス・テオフラストゥス・ボンバストゥス・フォン・ホーエンハイム（Philippus Aureolus Theophrastus Bombastus von Hohenheim）という長大な名が本名として広まったが、存命中一度も使われていない。バーゼル大学で医学を講じた1年間を例外に、生涯のほとんどを放浪して過ごした。

## 概要
当時の主流であったスコラ哲学的解釈に対して自然の直接の探求を主張し、大宇宙と小宇宙（人間）の照応を基盤とする統一的世界観を、崩壊した中世農民世界の断片から形成することを目指した。そのためあらゆる領域で従来の考えと戦わねばならず、彼の著作のほとんどは論争書となった。パラケルススの研究は文献研究より実践によるものであった。医学においては、西洋医学の基本概念であった四体液説に反対し、人間の肉体に対する天の星（星辰）の影響を認める医療占星術の流れを汲んで、独特の原理に基づく治療法・診断法を唱えた。錬金術の研究から、これまでの医学に化学を導入し、酸化鉄や水銀（梅毒の治療に使った）、アンチモン、鉛、銅、ヒ素などの金属の化合物を初めて医薬品に採用した。この業績から「医化学の祖」と呼ばれる。梅毒（フランス病）や鉱山労働者の職業病である鉱山病、精神病理などの個別研究も多く行った。当時梅毒の薬とされたユソウボク（癒瘡木、グアヤック）が梅毒に効果がないことを明らかにし、グアヤック（英:Guaiacum）の輸入ビジネスに関わり巨万の富を得ていたフッガー家を敵に回した。また、パラケルススを賞賛する人たちからは「医学界のルター」と呼ばれたが、パラケルススは「私をあんな下らない異端者と一緒にするな。」と言い放ったといわれる。パラケルスス自身はカトリックであり、彼の思想はルターの福音主義とも人文主義とも異なる秘教主義的哲学の流れを汲む、魔術的自然哲学であった。
化学者としては、スコラ哲学的解釈を嫌い、当時主流だった四大元素説に反対し、万物の根源は水銀（液体性）、硫黄（燃焼性）、塩（個体性）からなるとする「三原質説」を提唱したことで知られ、疾病は三原質の不均衡から生じるとして鉱物の調合による医薬品の開発に努めた。他にも人間の体質は「辛さ、甘さ、苦さ、酸っぱさ」という根源的な特質に支配されるという説を唱えたことや、アヘン剤を開発したことでも知られる。また、医科学に携わる人間を指す「スパギリスト（spagyrist）」という言葉を作っている。
錬金術師としては、これまで金を作ることが主流だった錬金術の目的について、普遍医薬（不老不死の霊薬または万能薬。賢者の石とも呼ばれる）や医薬品を生成すべきと主張し、自身がアルカナと呼ぶ自然の事物の深奥に宿るエッセンスが普遍医薬に導くと考えた。錬金術に関する第五精髄や秘薬の生成法が書かれた『アルキドクセン』という本も執筆している（参考:普遍医薬#パラケルススと普遍医薬）。また、黄金がてんかんの治療に有効だということを発見した。
復興した地中海精神を北方に導入し、南と北の接点となった。同時に中世ドイツの神秘家が考えた魂の救済（＝治癒）の計画を、具体物である人間の肉体に当てはめることで中世的なものと近代的なものを媒介した。神秘思想家としては、体と魂を結合する霊的な気体とされる「アルケウス」の提唱で知られ、新プラトン主義（ネオプラトニズム）に影響を受けて全宇宙を一つの生きた全体（有機体とも）と考え、水銀を宇宙の始原物質とした。

## 生涯
1493年11月11日あるいは、11月10日、12月17日にスイスの巡礼地である山村アインジーデルンに、ドイツ人の放浪の医師であった父ヴィルヘルムと、無名の教会隷民の娘の間に生まれた。10歳頃に母を亡くしている。母の死後はオーストリアのフィラッハに引っ越し、ここで基礎教育を受ける。父のヴィルヘルムは市医や鉱物学校の講師として務めながらパラケルススに自然哲学や医学、化学を教えた。また少年時代を鉱山学校で過ごしていたため、金属や坑夫、それに関する病に関心を示したとされる。そしてドイツの修道院長で隠秘学者であったヨハンネス・トリテミウスの元で魔術の理論も学んでいる。
1508年頃より放浪を始めたとされ、1510年頃にバーゼル大学で学び、次に フェラーラ大学医学部に入学し、ニッコロ・マナルディの人文主義医学に触れる。1515年あるいは1516年頃に医学の博士号を得て同大学を卒業した後、一旦は父の元に戻って化学を研究した。パラケルススは大学での学問に失望し、各地を遍歴することでその地方に伝わる民間伝承から様々な事柄を学んだ方が有効だと考えた（そのため、先述した通りパラケルススが本当にフェラーラ大学で学位を修得したかについては、疑問視する意見もある。）医師としてお金を溜めながら1516年から1526年頃にかけてウィーン、ケルン、パリ、モンペリエなどのヨーロッパ各地を遍歴した（大遍歴時代）。この間にパラケルススを自称するようになったといわれている。
ヨーロッパ各地を遍歴中、スペインを経てイギリスに辿り着き、陸軍の軍医として携わった。この時、戦場で耳を切り落とされた兵士がマムシの油などの不潔な薬を塗って治療しているのを見たパラケルススは「人間には自然治癒力がある。刀傷を治すには刀に薬を塗ると良い。」と教えたという伝承が残っている（参考：武器軟膏）。また、オランダでも軍医として活動した。
1524年にザルツブルクで農民鉱夫連合軍の蜂起に立ち会ってこれを扇動した。
1526年頃の夏に、バーゼル大学の医学部教授に就任すると共にバーゼルの町医者となった。なお、この時パラケルススの治療を受けた有名な人物に、スイスの印刷業者ヨハン・フローベンやオランダの人文主義者デジデリウス・エラスムスなどがおり、交流している。バーゼル大学医学部の教授になったパラケルススは、1527年6月7日にバーゼル大学中に「これまでの医学を転換させる」と宣言した張り紙を貼り付け、学生を驚かせたといわれる。そして彼の講義は、大学や教会で学問に用いられたラテン語ではなく、ドイツ一般的に使われたドイツ語で講義を行った。また当時の大学教授は赤い帽子を被り、ガウンを着て、指に金の指環をはめて講義を行っていたが、パラケルススはこの規則を破って黒いベレー帽を被り、薬品で汚れた服で講義を行ったり、同年の6月24日にはギリシャの医学者ガレノスや『医学典範』で知られたペルシャの医学者イブン・スィーナー（ラテン語名ではアヴィケンナ、アヴィセンナ）、スペインの哲学者イブン・ルシュド（ラテン語名ではアヴェロエス）など、権威ある医学書、ルネサンスに入って再評価されつつある重要な学者たちの書いた本を学生の前で燃やしたため、一気にバーゼル中を巻き込んだ大問題となったという逸話が残っている（真偽は不明）。
二年後の1528年2月には大学を追放され、バーゼルからも追放されたため、ライン川やドナウ川方面へと放浪を続けた。その間に書かれた主な著作に「パラ三部作」と呼ばれるうち、2番目に書かれた『パラグラヌム』などが挙げられる。
1541年9月24日にザルツブルクにて満47歳で没した（48歳とも）。亡くなった理由としては単に病死した説や、居酒屋で喧嘩をして殺されたという説や、暗殺されたという説が挙げられた。遺体はザルツブルクにある聖セバスチャン墓地に埋葬された。
19世紀はじめにドイツの解剖学者サミュエル・トーマス・フォン・ゼンメリングがパラケルススの遺体を掘り出して死因について調査を行ったところ、頭蓋骨の後頭部に外傷が見受けられ、暗殺されたという説を裏付けたとされるが、その後にカール・アバーレという人物が四回にも渡ってパラケルススの遺体を調査した結果、後頭部の外傷はくる病によるものだと診断された。

## 名前
「パラケルスス」という自称は、ペンネームのようなものだと考えられている。おそらく1516年頃に彼がフェラーラ大学で医学の博士号を修得後、『医学論』で知られる古代ローマの医学者「アウルス・コルネリウス・ケルススすら凌ぐ」という意味合いで名乗るようになったともいわれる。博士号については、当時の博士号授与者の名簿に彼の名前が見当たらないため、本当にフェラーラ大学で博士号を修得したのかが疑問視され大きな謎となっている。本名の「ホーエンハイム（Hohenheim＝ドイツ語で「高い家」）」をラテン語化して「パラケルスス」と本人自ら作ったとする説も存在する。なお、後世では「フィリップス・アウレオールス・テオフラストゥス・ボンバストゥス・フォン・ホーエンハイム（Philippus Aureolus Theophrastus Bombastus von Hohenheim）」という名が本名として知られるが、パラケルススを研究する菊地原洋平は、この名は彼の存命中には一度も使われていないと述べている。
本名の「テオフラストゥス・（フォン）・ホーエンハイム」の「テオフラストゥス」の部分は、パラケルススの父で医師だったヴィルヘルム・フォン・ホーエンハイムが尊敬していた古代ギリシアの鉱物学者（鉱物学者よりかは植物学者、「植物学の祖」として有名）テオプラストスに因んで名付けたといわれている。そして本名に「フォン」が付いているため、パラケルススの祖先は貴族であったこともうかがえる（ただし、フォンを付けない表記もある）。また、後世で本名とされた名の「ボンバストゥス」の部分は、パラケルススを誇大妄想狂やペテン師と考えた人々から、後世に「誇大妄想狂」を意味する言葉にもなった。

## 思想
神秘思想家としては、体と魂を結合する霊的な気体とされる「アルケウス」の提唱で知られ、後に「ガス」という言葉の考案者でもあるフランドルの医師ヤン・ファン・ヘルモントに影響を与えた。この「アルケウス」は人体に内在しているとされ、例えば胃のアルケウスは食べた物の中から栄養分と栄養分でないものに分離し、栄養分を同化するとし、肺のアルケウスは空気を一種の栄養分として吸収していると考えた。
彼の思想は新プラトン主義の系譜を引く自然神秘主義としての側面を持っており、自然を神によって生み出されたものとして捉えている。神においてある第一質料＝大神秘から硫黄、水銀、塩の3つの元素の働きが展開することによって四大元素（地、水、火、空気）が生まれ、ここから万物が生み出されるとした。全宇宙を一つの生きた全体（有機体とも）と考え、水銀を宇宙の始原物質とした。
パラケルススの思想にはマクロコスモスとミクロコスモス（大宇宙と小宇宙たる人間）の照応という世界観が根底にある。マクロコスモスとしては地上世界、天上世界（星の世界）、霊的世界の3つを考え、それに対応するミクロコスモスである人間を身体、精気、魂に分けて考えている。地上界-身体と天上界-精気は目に見える世界であり、それを支配する霊的世界-魂は目に見えない世界であるとした。

## 格言
パラケルススは「毒性学の父」と呼ばれた。「全てのものは毒であり、毒でないものなど存在しない。その服用量こそが毒であるか、そうでないかを決めるのだ」 (ドイツ語: Alle Dinge sind Gift und nichts ist ohne Gift; allein die Dosis macht es, dass ein Ding kein Gift ist.) あるいは「服用量が毒を作る」 (ラテン語: sola dosis facit venenum) という格言は、パラケルススによるものである。

## 著作
村瀬天出夫の概算によれば、現代のハードカバーにして30巻ほどになるという膨大な量の原稿を書き残したが、ほとんどが生前出版されなかった。そうした原稿は現在「パラケルスス文書」と呼ばれる。彼の死の約20年後、ドイツの医師たちがパラケルスス医学を広めるために、これらを出版しようと活動し脚光を浴びた。死後約50年後に全集として出版された。生前に出版されたのは以下のリストのうち一部である。パラケルスス自身による手稿は一切現存していない。遍歴の人生を歩んだため膨大な手稿を持ち運ぶことは不可能であり、その原稿は散逸したり、死蔵されていた。のちのパラケルスス主義者の運動は、そういった原稿を発掘する運動でもあった。なお、パラケルススの著作は、真作と死後に作られた偽作が混同されてきた歴史があり、その真贋の研究が現在も行われている。以下のリストも同様である。

### 主要な著書
「パラ三部作」（いずれも書名に“para”が入っている）
- 『ウォルメン・パラミルム（Volumen paramirum）』（1520年ころ、邦訳『奇蹟の医書』訳：大槻 真一郎　工作舎、ISBN 487502116X）
  - 病気の原因として「自然因」「天体因」「毒因」「精神因」「神因」を挙げ、これら5つが人の心身から宇宙まで繋がっていると説いている。
- 『パラグラヌム（Paragranum）』（1530年。邦訳『奇蹟の医の糧』訳：大槻 真一郎、沢元 亙 工作舎 、ISBN 4875023820）
  - 医術には3つの基礎があり、その3つとは、哲学（四大元素が必要）、天文学（天の運行に則る必要）、錬金術（アルカナが必要）である。加えて医術には、神の意思に従う倫理が必要であると説いている。
- 『オプス・パラミルム（Opus paramirum）』（1531年、三原質説が展開されている）

### その他の著書
- 『理性を奪う病』（1525～1526年）
- 『アルキドクセン』（1526年。邦訳『アルキドクセン パラケルスス錬金術による製薬術の原論 第五精髄、秘薬(第一物質、賢者の石、生命の水銀、チンキ剤)、変成物、特効薬、霊薬、外用薬』訳：澤元亙、監修：由井寅子 、ホメオパシー出版、2013年）
- 『フランス病論』（1529年）：梅毒の研究書。ドイツ人は梅毒をフランス病と呼んでいた。
- 『癲癇(てんかん)』（1530～1531年）
- 『目に見えない病気』（『不可視病論』とも。1531年。近代最初の精神病理研究、精神疾患の原因とその治療法についての著作。邦訳『目に見えない病気-いかにして目に見えないものを目に見えるかのようにして見るか-』訳：澤元亙、監修：由井寅子 、ホメオパシー出版、2012年）
- 『鉱山病論』（1534年）：鉱山労働者の職業病の研究書。
- 『大外科学』（1536年）:外科医としての著作。
- 『医師の迷宮（Labyrinthus medicorum errantium）』（1538年ごろ。パラケルススの医師として、キリスト者としての天職を集大成した著作。邦訳『医師の迷宮 -これなくして医師はいかにしても真の医師になることができない-』訳：澤元亙、ホメオパシー出版、2010年）
- 『大天文学（アストロノミア・マグナ）または明敏なる哲学（フイロソフイア・サガクス）』（1537 - 38年） :医学的著作の集大成で、彼の根本思想である大宇宙（マクロコスモス）と小宇宙（ミクロコスモス）に関する哲学の書。未完。
- 『ヘルバリウス（本草学）』（邦訳『ヘルバリウス』訳：澤元亙、監修：由井寅子、ホメオパシー出版、2015年。 『ヘルバリウス』の全体、『自然物について』の一部、『マケル薬草詩注解』の全体を収録。）
- 『ニンフ、シルフ、ピグミー、サラマンダー、その他の精霊についての書 (Liber de Nymphis, Sylphis, Pygmaeis et Salamandris et de caeteris Spiritibus)』（通称『妖精の書』。エーテルで構成された擬人的な自然霊について論じている。）
- 『聖餐論』（神学書）

邦訳は他に、戦前に作られたズートホフ（Karl Sudhoff）版からのアンソロジー（テーマ別抜粋集）であるJ.ヤコビ編 『自然の光』（大橋博司、訳、人文書院、1984年）があり、『キリスト教神秘主義著作集 16』 （教文館、1993年）に、岡部雄三による「聖ヨハネ草について」、「磁石の力について」、「魔術について」、「神と人の合一について」の邦訳が収録されている。医学書、錬金術書のほかにも、莫大な神学的原稿が残され、福音書や詩編の詳しい注解や説教などがあり、現在も研究が続けられている。

## その他のエピソード ・伝承
植物薬が主であった時代に治療に錬金術（化学）を導入し鉱物・化合物を薬として利用する、1500年近く主流であった四体液説を否定するといった、パラケルススの型破りな思想・行動は受け入れられにくかった。聖域的なドグマを廃し、すべてを議論し直すことを望んだため、多くの敵を持ち人生は争いの連続となり、著作の出版も困難になるほどであった。波乱に満ちた人生は錬金術師としての名声とも相まって伝説化し、様々な噂が立つこととなった。例えば、パラケルススが「賢者の石」を生成したという話は典型的な伝説の一つである。「ホムンクルス」(人造人間)の生成にも成功したといわれる。パラケルススは常に剣を持っていたともいわれ、柄に「AZOTH」と書かれていたため「アゾット剣」と呼ばれ、この剣には賢者の石が入っていたともいわれている。
悪魔使いであったともいわれる。「アゾット剣」の中に一匹の悪魔を封じ込めており、悪魔に物体を黄金に変えさせるなどをして使役したと伝わっている。いつかは不明であるがインスブルックに居たパラケルススは悪魔の声を聞き、すぐ近くにある十字架に囲われていたモミの木に悪魔が封印されていることを知ると、この悪魔を騙して救出し、それから「アゾット剣」の中にもう一度封じ込めたという伝説が残っている。
一説にはタロットカードの「魔術師」のモデルとされることがあるが定かではない。
パラケルススは様々な場所を遍歴しているのにもかかわらず、女性遍歴に関する話題が挙がらないことから「パラケルススは勃起不全（インポテンツ）だった」という説や、同性愛者だったと根も葉もないことをでっち上げてパラケルススを馬鹿にしたと伝わっている。その他、幼い頃に豚にペニスを食いちぎられたりなどといった伝説も存在する。またパラケルススは大の酒好きだったとされ、パラケルススの死因の一つに居酒屋で泥酔した挙句喧嘩になって命を落としたという説も存在する。
上記のようなパラケルススを侮辱したエピソードが多いが、中にはパラケルススから黄金を貰ったという貧しい農家の話もある。それはパラケルススがインスブルックの近くを放浪中に貧しい農家の息子を治療した際に、息子の母が「何もございませんが、先生、ジャガイモの揚げたものを召し上がって下さい。」と言いパラケルススをもてなした。彼はこのご馳走に感動し、農家の暖炉の上に置いてあった一本の火かき棒を取ると、アゾット剣の鍔の容器から黄色い軟膏を取り出して、火かき棒に塗り付け、錆びた鉄の火かき棒が、たちまち黄金に変わったという。そしてパラケルススは「これを持って金細工屋へ行くと良い。高く売れる。」と言った後に農家を立ち去ったといわれている。ただし、パラケルススの錬金術は医療面での利用が主であり、黄金の製造を目的とはしていない。

## 後の影響

### 学問
- 彼の実証的であると同時に神秘主義的哲学的医術は、医師・占星術師・数学者・宇宙研究家でヘルメス的カバラ（英語版）・薔薇十字団の支持者として知られるロバート・フラッド (医師)などに影響を与えた[36]。パラケルススの死後には、医化学派、パラケルスス派が形成され、パラケルスス派の思想は全ヨーロッパに広まった。（パラケルスス派はカトリックだったパラケルススと異なり、プロテスタントだった。[28]）パラケルススの名を冠する偽書も書かれた。
- ヘルモント父子に影響を与え、「アルケウス」という考えは後にフランドルの医師ヤン・ファン・ヘルモントに受け継がれた。息子はフランシス・メリクリウス・ファン・ヘルモント（英語版）。
- ドイツの神秘思想家ヴァレンティン・ヴァイゲルとヤーコプ・ベーメは、パラケルススの神秘思想に影響を受けた。
- 「世界初の化学工学者」と呼ばれるドイツの薬剤師ヨハン・ルドルフ・グラウバーはウィーンで発疹チフスに罹患し、ノイシュタットの泉の水がチフスに効果があると住民から聞いて治癒した。この時、パラケルススも以前にノイシュタットの泉の水を研究していたことを知ったグラウバーは感銘を受け「パラケルススの後継者」になることを目指した。
- 17世紀ドイツ人科学者のヨハン・ベッヒャーに影響を与えた。ベッヒャーは、燃焼を説明する理論「フロギストン説」の起源とされる。（詳細はフロギストン説#前史を参照）
- 心理学者カール・グスタフ・ユングは、パラケルススの思想には「無意識の心理学」の萌芽があると考え、『長寿論』（長寿の書、De vita longa）を分析した[37]。
- 代替医療の一つ「ホメオパシー」は、パラケルススの思想・医学に着想を得たといわれる[38]

#### 近現代の研究
パラケルススの研究は、16世紀末のフーザー（J.Huser）による全集編纂があり、現代の古典的な研究としては、ズートホフ（Karl Sudhoff、1853 - 1938）による医学･哲学論文の全集、ゴルトアマー（Kurt Goldammer、1916 - 1997）の神学･哲学論集の刊行などがある。パラケルススの神学的内容の論文は長く出版されず、20 世紀になってから編集がはじまった 。 ルネサンス思想史家のヒロ・ヒライは、Karl Sudhoffらの先行研究は素晴らしいが、パラケルススの真作と偽作の区別をあまりつけずに利用していたという問題点があると述べている。これにより、パラケルススの著作には理論的に不整合なアイデアが多く混在し、内的な矛盾が特徴であるかのように考えられてきた。20世紀半ばのW.パーゲルの優れた総合的作品 でさえ、この問題によって大きくその再考を迫られている。
パラケルススに縁のある地では、その地とパラケルススの結びつきや、パラケルスス主義などを研究した論文や論集も多く出ており、中にはパラケルスス専門の研究協会を設立・運営している地もある。ヒロ・ヒライによると、特に成功している組織は以下の二つである。
- スイス・パラケルスス協会（Schweizerischen Paracelsus-Gesellschaft、略称：SPG）：1942年パラケルススの生誕地スイス・アインジーデルンに設立。1944年から機関紙『ノヴァ・アクタ・パラケルシカ』（Nova acta paracelsica）を発行。機関紙は、1986年から新体制になり、『ノヴァ・アクタ・パラケルシカ （新シリーズ）』 （Nova acta paracelsica （Neue Folge））が年1回発行されている[41]。
- 国際パラケルスス協会（Internationale Paracelsus-Gesellschaft、略称：IPG）：オーストリアのザルツブルクにて1951年に設立。1960年から機関紙『ザルツブルク・パラケルスス研究紀要』（Salzburger Beitraege zur Paracelsusforchung）を発行している[41]。

### 創作
錬金術師として高名であり、さまざまな伝承があるため、創作物でしばしば取り上げられている。
- パラケルススが生成したといわれる「ホムンクルス」の伝説は後にドイツの作家ヨハン・ヴォルフガング・フォン・ゲーテに影響を与え、1833年に発表された『ファウスト』にも主人公の弟子ヴァーグナーが「ホムンクルス」の生成に成功する描写がある。
- イギリスの詩人ロバート・ブラウニングは1835年にパラケルススを題材にした『パラケルスス』という長い詩を書いている。
- オーストリアの小説家アルトゥル・シュニッツラーは1899年にパラケルススを題材にした『パラケルスス』という詩を書いている。
- 1943年ドイツで、パラケルススのバーゼル時代を扱った映画 『パラケルスス』 が公開された。監督ゲオルク・ヴィルヘルム・パープスト、主演ヴェルナー・クラウス[42]。
- アルゼンチンの作家ホルヘ・ルイス・ボルヘスはパラケルススを主人公にした短編小説『パラケルススのバラ』という小説を書いている。
- ゴーストハンターシリーズのコンピュータゲーム『パラケルススの魔剣』（1994年、ノベライズ版あり）や、中里融司 著、小畑健 イラストのライトノベル『狂科学ハンターREI〈3〉パラケルススの秘石』 〈電撃文庫〉メディアワークス、1997年 では、パラケルススゆかりの品が物語のキーアイテムとして登場する。
- 荒川弘の漫画『鋼の錬金術師』に登場する主人公エドワード・エルリックの父親であるヴァン・ホーエンハイムは、パラケルススの本名「ファン・ホーエンハイム」が由来である。
- 伊藤智砂 著、武東実香 イラスト『指先にくちづけて―パラケルスス・パラミールム』 〈もえぎ文庫〉 学研、2005年は、パラケルススとホムンクルスのヘルメスが主人公のBLライトノベル。遍歴からバーゼル時代を描いている[43]。
- 五代ゆうのライトノベル『パラケルススの娘』に登場するヒロインであるクリスティーナ・モンフォーコンは自身を「パラケルススの娘」と自称している。
- アークシステムワークスの2D対戦型格闘ゲーム『GUILTY GEARシリーズ』に登場するアバが持つ斧である「パラケルス」はパラケルススが由来とされる。
- 任天堂がニンテンドー ゲームキューブのローンチタイトルとして2001年に発表したソフト『ルイージマンション』ではパラケルススの三原質に肖って「炎のエレメント、水のエレメント、氷のエレメント」について書かれた「パラケルスのしょ」という書物が存在する。